# Весна Ђапић
Весна Ђапић (Београд, 27. фебруар 1954) српска је филмска глумица.

## Филмографија[3]
| Год.   | Назив                                     | Улога   |
| ------ | ----------------------------------------- | ------- |
| 1970.е |                                           |         |
| 1976.  | Два другара (серија)                      |         |
| 1978.  | Мисао (ТВ)                                | Саша    |
| 1980.е |                                           |         |
| 1979.  | Другарчине                                |         |
| 1981.  | Свињски отац (ТВ)                         | Миланка |
| 1982.  | Подвизи дружине Пет петлића (мини-серија) | Глас    |
| 1983.  | Човек са четири ноге                      |         |
| 1989.  | Доме, слатки доме (серија)                |         |